# A/UX
A/UX (de Apple Unix) fue una implementación del sistema operativo Unix desarrollada por Apple para algunas de sus computadoras Macintosh. Las versiones siguientes funcionaron en las series Macintosh II, Quadra y Centris, así como el SE. A/UX fue lanzado en 1988, con su versión final (3.1.1) lanzada en 1995. A/UX requirió una base de 68k para Macintosh con un FPU y una unidad de manejo de memoria .
El sistema operativo fue basado en el lanzamiento 2.2 de System V. Incluyó algunas características adicionales de los lanzamientos 3 y 4 de System V y versiones 4.2 y 4.3 de BSD. Era establecimiento de una red obediente e incluido de POSIX y del System V Interface Definition (SVID) del TCP/IP de la versión 2 hacia adelante. Había rumores de una versión posterior usando OSF/1 como la base primaria del código, pero este sistema nunca fue lanzado al público, si incluso existió.

## Características
A/UX 3.x proveyó una interfaz gráfica de usuario, con las familiares ventanas, menús, y los controles de Finder . El A/UX Finder no era el mismo programa que el System 7 Finder, sino una versión modificada para requisitos particulares adaptada al funcionamiento como proceso de Unix y diseñada para obrar recíprocamente con el núcleo de Unix y los sistemas de ficheros. A/UX 3.x también incluyó un programa terminal de CommandShell, que ofreció una línea de comandos al sistema de Unix subyacente, una característica que nunca había estado disponible en las computadoras de Macintosh que funcionaban con el clásico Mac OS Finder . Un uso de servidor del X Window System (llamado MacX) con un programa terminal se podría también utilizar para interconectar con el sistema y para funcionar usos de X directamente en el Finder. Alternativamente, el usuario podría elegir funcionar con una sesión completa X11R4 sin el buscador.
Incluyendo una capa de compatibilidad, A/UX podía funcionar en Mac OS, Unix, y en aplicaciones "híbridas". Una aplicación híbrida utilizó las funciones de sistema de Macintosh y de Unix: por ejemplo, un uso de Macintosh que llamó funciones de sistema de Unix, o un uso de Unix que llamó Macintosh Toolbox (e.g. QuickDraw). La capa de la compatibilidad utilizó algunas funciones existentes de la Toolbox en la ROM de la computadora, mientras que otras llamadas de función fueron traducidas a llamada al sistema nativo de Unix.
A/UX incluyó una utilidad llamada Commando (similar a una herramienta del mismo nombre incluido con MPW) para asistir a usuarios como incorporar los comandos de Unix. La apertura de un fichero Ejecutable de Unix Finder abriría una caja de diálogo que permitió que el usuario eligiera las opciones de la línea de comandos para el programa usando controles estándar tales como botón de opciones y Check box, y exhibe las líneas de comandos resultantes de los argumentos para el usuario antes de ejecutar el comando o el programa. Esta característica fue pensada para facilitar la experiencia de aprendizaje para los usuarios nuevos a Unix, y así evitando su apoyo únicamente en el manual de Unix.
Los usuarios de A/UX tenían una fuente central para la mayoría de las aplicaciones de A/UX, un servidor en la NASA llamado Jagubox administrado por Jim Jagielski, que era también el redactor del FAQ de A/UX. Aunque Jagubox esté abajo, algunos espejos todavía se mantienen.